# Haverstraw
Haverstraw és una població dels Estats Units a l'estat de Nova York. Segons el cens del 2000 tenia 10.117 habitants.

## Demografia
Segons el cens del 2000, Haverstraw tenia 10.117 habitants, 2.816 habitatges, i 2.168 famílies. La densitat de població era de 1.962,9 habitants/km².
Dels 2.816 habitatges en un 43,5% hi vivien nens de menys de 18 anys, en un 47,1% hi vivien parelles casades, en un 23% dones solteres, i en un 23% no eren unitats familiars. En el 17,9% dels habitatges hi vivien persones soles el 7,4% de les quals corresponia a persones de 65 anys o més que vivien soles. El nombre mitjà de persones vivint en cada habitatge era de 3,42 i el nombre mitjà de persones que vivien en cada família era de 3,82.
Per edats la població es repartia de la següent manera: un 28,6% tenia menys de 18 anys, un 10,9% entre 18 i 24, un 30,7% entre 25 i 44, un 18,9% de 45 a 60 i un 10,9% 65 anys o més.
L'edat mediana era de 32 anys. Per cada 100 dones de 18 o més anys hi havia 89,9 homes.
La renda mediana per habitatge era de 42.683 $ i la renda mediana per família de 44.881 $. Els homes tenien una renda mediana de 31.503 $ mentre que les dones 27.207 $. La renda per capita de la població era de 15.442 $. Entorn del 13,9% de les famílies i el 16,9% de la població estaven per davall del llindar de pobresa.